# نووا ویش (شهرستان سوکوووف)
نووا ویش (شهرستان سوکوووف) (به لاتین: Nowa Wieś) یک روستا در لهستان است که در گمینا سوکوووف پودلاسکی واقع شده‌است. نووا ویش ۶۰۸ نفر جمعیت دارد.